# Феєрфілд (округ, Огайо)
Шаблон:StateAbbr_ 39°45′ пн. ш. 82°38′ зх. д. / 39.75° пн. ш. 82.63° зх. д.
Округ  Феєрфілд (англ. Fairfield County) — округ (графство) у штаті  Огайо, США. Ідентифікатор округу 39045.

## Історія
Округ утворений 1800 року.

## Демографія
За даними перепису 
2000 року 
загальне населення округу становило 122759 осіб, зокрема міського населення було 74875, а сільського — 47884.
Серед мешканців округу чоловіків було 61119, а жінок — 61640. В окрузі було 45425 домогосподарств, 34149 родин, які мешкали в 47922 будинках.
Середній розмір родини становив 3,06.
Віковий розподіл населення поданий у таблиці:
| Стать    | До 15 років | 15-21 | 22-29 | 30-39 | 40-49 | 50-65 | 65-85 | Понад 85 |
| -------- | ----------- | ----- | ----- | ----- | ----- | ----- | ----- | -------- |
| Чоловіки | 14187       | 5996  | 6036  | 9574  | 9752  | 9866  | 5266  | 442      |
| Жінки    | 13201       | 5360  | 5490  | 9622  | 10031 | 9972  | 6836  | 1128     |

## Суміжні округи
- Лікінґ — північ
- Перрі — схід
- Гокінг — південь
- Пікавей — південний захід
- Франклін — північний захід

## Виноски
1. ↑  U.S. Decennial Census. United States Census Bureau. Архів оригіналу за 26 квітня 2015. Процитовано 7 лютого 2015.
2. ↑  Historical Census Browser. University of Virginia Library. Архів оригіналу за 11 серпня 2012. Процитовано 7 лютого 2015.
3. ↑  Forstall, Richard L., ред. (27 березня 1995). Population of Counties by Decennial Census: 1900 to 1990. United States Census Bureau. Процитовано 7 лютого 2015.
4. ↑  Census 2000 PHC-T-4. Ranking Tables for Counties: 1990 and 2000 (PDF). United States Census Bureau. 2 квітня 2001. Процитовано 7 лютого 2015.
5. ↑  State & County QuickFacts. United States Census Bureau. Архів оригіналу за 6 червня 2011. Процитовано 7 лютого 2015. [Архівовано 2011-06-06 у Wayback Machine.](англ.) Наведено за англійською вікіпедією.
6. ↑  American FactFinder. Бюро перепису населення США. Архів оригіналу за 26 лютого 2012. Процитовано 31 січня 2008. [Архівовано 2008-05-21 у Wayback Machine.]

| США | Це незавершена стаття з географії США. Ви можете допомогти проєкту, виправивши або дописавши її. |